# 弦楽三重奏
弦楽三重奏（げんがくさんじゅうそう）は、通常、ヴァイオリン、ヴィオラ、チェロ1本ずつの編成で演奏される室内楽の形態。
弦楽四重奏に比べるとヴァイオリンが1本減っており、より透明なハーモニーとなるが、西洋音楽の基本は4声体であるため、鍵盤楽器の通奏低音によって和声を充填できるバロック時代のトリオ・ソナタが多く書かれたのに比べ、作品の数はあまり多くない。
演奏は、既存の弦楽四重奏団からヴァイオリン奏者が1人抜けて組まれるよりも、ヴァイオリン・ヴィオラ・チェロの名手がそれぞれ3人集まって組まれることが多い。弦楽四重奏曲に比べるとレパートリーは少ないため、専門の弦楽三重奏団体はまず存在しないが、3人の奏者が比較的継続的な活動を行っている例はあり、その場合は団体名を冠することもある。
ハイドン作曲の弦楽三重奏曲（そのほとんど）のように、ヴァイオリン2本とチェロ1本による編成の例もある。

## 主な弦楽三重奏曲
- モーツァルト
  - ディヴェルティメント K.563
- ベートーヴェン
  - 弦楽三重奏曲第1番 変ホ長調 Op.3
  - 弦楽三重奏のためのセレナード ニ長調 Op.8
  - 弦楽三重奏曲第2番 ト長調 Op.9-1
  - 弦楽三重奏曲第3番 ニ長調 Op.9-2
  - 弦楽三重奏曲第4番 ハ短調 Op.9-3
- シューベルト
  - 弦楽三重奏曲第1番変ロ長調D.471
  - 弦楽三重奏曲第2番変ロ長調D.581
- ドヴォルザーク
  - 弦楽三重奏曲ハ長調 op.74（ヴァイオリン2、ヴィオラ1）
  - ミニアチュア op.75a（ヴァイオリン2、ヴィオラ1）
- タネーエフ
  - 弦楽三重奏曲ニ長調Op.21（ヴァイオリン2、ヴィオラ1）
- レーガー
  - 弦楽三重奏曲　イ短調 op.77b
  - 弦楽三重奏曲　ニ短調 op.141b
- コダーイ
  - セレナードop.12（ヴァイオリン2、ヴィオラ1）
- シェーンベルク
  - 弦楽三重奏曲op.45
- ヒンデミット
  - 弦楽三重奏曲第1番Op.34
  - 弦楽三重奏曲第2番（1933年）
- ウェーベルン
  - 弦楽三重奏のための楽章（1925年）
  - 弦楽三重奏曲Op.20
- シュニトケ
  - 弦楽三重奏曲（1985年）

## 弦楽三重奏団の例
- アルノルト・シェーンベルク・トリオ（ヴァイオリン：ライナー・クスマウル（ドイツ語版）、ヴィオラ：ヴォルフラム・クリスト、:チェロ：ゲオルク・ファウスト（ドイツ語版））
- グリュミオー・トリオ（ヴァイオリン：アルテュール・グリュミオー、ヴィオラ：ジェルジ・ヤンツェル、チェロ：エヴァ・ツァコ）
- ヴァイオリン：シモン・ゴールドベルク、ヴィオラ：パウル・ヒンデミット、チェロ：エマーヌエル・フォイアーマン